# Clytia serrulata
Clytia serrulata is een hydroïdpoliep uit de familie Campanulariidae. De poliep komt uit het geslacht Clytia. Clytia serrulata werd in 1888 voor het eerst wetenschappelijk beschreven door Bale. 